# Alba Marina Cotes
Alba Marina Cotes Prado, más conocida como Alba Marina Cotes (n. Bogotá, 15 de febrero de 1959), es una química y bióloga colombiana, reconocida por su labor investigativa en control biológico y manejo integrado de plagas. En 2009, se convirtió en la primera mujer latinoamericana en recibir el título de Doctora Honoris Causa otorgado por la Universidad de Ciencias Agrícolas de Suecia.

## Biografía

### Formación académica
Alba Marina cursó una licenciatura en Química y Biología en la Universidad Libre, la cual obtuvo en 1980. Acto seguido, realizó dos especializaciones en la Universidad de Los Andes: en Microbiología de Alimentos y Microbiología Industrial en 1982 y 1985, respectivamente. En 1986, obtuvo su maestría en Microbiología de la Universidad de Los Andes y, en 1988, realizó una maestría en Biotecnología Agrícola en la Facultad Universitaria de Ciencias Agronómicas de Gembloux en Bélgica, institución en la que realizó un doctorado en Ciencias Agronómicas con énfasis en Fitopatología en 1993. En 2009, recibió el título de Doctora Honoris Causa de la Universidad de Ciencias Agrícolas de Suecia.

### Carrera
En 1994, se vinculó profesionalmente a la Corporación Colombiana de Investigación Agropecuaria CORPOICA, donde formó un grupo investigativo dedicado al desarrollo de bioplaguicidas para el control de fitopatógenos en la agricultura, y ofició como directora del Centro de Biotecnología y Bioindustria en la misma corporación. Se ha desempeñado, además, como docente en instituciones educativas en Colombia, como la Universidad de Los Andes, la Universidad Militar Nueva Granada y la Universidad Pedagógica y Tecnológica de Colombia. Ha publicado casi un centenar de artículos científicos en revistas especializadas, más de veinte libros y doce capítulos de libros, además de recibir una gran cantidad de premios y reconocimientos por su labor investigativa.

### Perfiles académicos
Agriperfiles
CVLAC
Google Scholar
Linkedin
ORCID
ResearchGate